# Sitona suturalis
Sitona suturalis es una especie de escarabajo del género Sitona, familia Curculionidae. Fue descrita científicamente por Stephens en 1831.
Se distribuye por Reino Unido, Suecia, Polonia, Finlandia, Noruega, Francia, Alemania, Estonia, Países Bajos, Austria, Eslovaquia, Luxemburgo, Rusia, Bulgaria, Bielorrusia, Checa, Dinamarca, Liechtenstein, Afganistán, Hungría, Italia, Serbia y Ucrania.
Mide 4-5 milímetros de longitud. Es marrón con rayas. Se encuentra en la vegetación baja.